# آنکه رها کرد (ترانه کیتی پری)
"کسی که رفته " (به انگلیسی: The One That Got Away) یک ترانه از نوازنده و ترانه‌سرای آمریکایی کیتی پری است. این ترانه از سومین آلبوم استودیوی وی رویای نوجوانی بود و یک تصنیف پاپ درباره عشق گمشده است و به گروه راک ردیوهد ارجاع دارد.